# Camacho (kommun)
Camacho är en kommun i Brasilien.   Den ligger i delstaten Minas Gerais, i den sydöstra delen av landet, 600 km sydost om huvudstaden Brasília. Antalet invånare är 3 154.
Omgivningarna runt Camacho är huvudsakligen savann. Runt Camacho är det glesbefolkat, med 15 invånare per kvadratkilometer.